# War Childhood Museum
Het War Childhood Museum (Bosnisch: Muzej ratnog djetinjstva) is een in 2017 in Sarajevo geopend museum over de ervaringen van kinderen die opgroeiden tijdens de Bosnische Burgeroorlog.
De collectie van het museum bestaat uit allerhande tastbare herinneringen aan de Bosnische Burgeroorlog die kinderen van toen bewaard hebben. Het gaat onder meer om dagboeken, foto’s, speelgoed en brieven. Deze zijn aangevuld met videogetuigenissen van de eigenaars van de objecten. Het museum bezit zo’n 3000 objecten, waarvan er telkens een 50-tal tentoongesteld worden.

## Geschiedenis
In 2010 startte Jasminko Halilović, de latere oprichter van het museum, met het verzamelen van herinneringen van mensen aan hun kindertijd in de Bosnische Burgeroorlog. De objecten dienden in de eerste plaats voor een boek over dit onderwerp, dat in 2013 uitgebracht werd. Het zou de basis worden voor een museum over kind zijn in oorlogstijd.
Een deel van de collectie werd al in het voorjaar van 2016 tijdelijk tentoongesteld in het Historisch Museum van Bosnië en Herzegovina. Op 28 januari 2017 werd het museum officieel ingehuldigd, het opende een dag later zijn deuren voor het publiek.
De Bosnische tennisspeler Damir Džumhur, die tijdens de oorlog in Sarajevo geboren werd, is sinds september 2016 ambassadeur van het museum.
Begin december 2017 ontving het museum de museumprijs 2018 van de Raad van Europa, het volgde daarmee het Franse Mémorial ACTe op als laureaat.

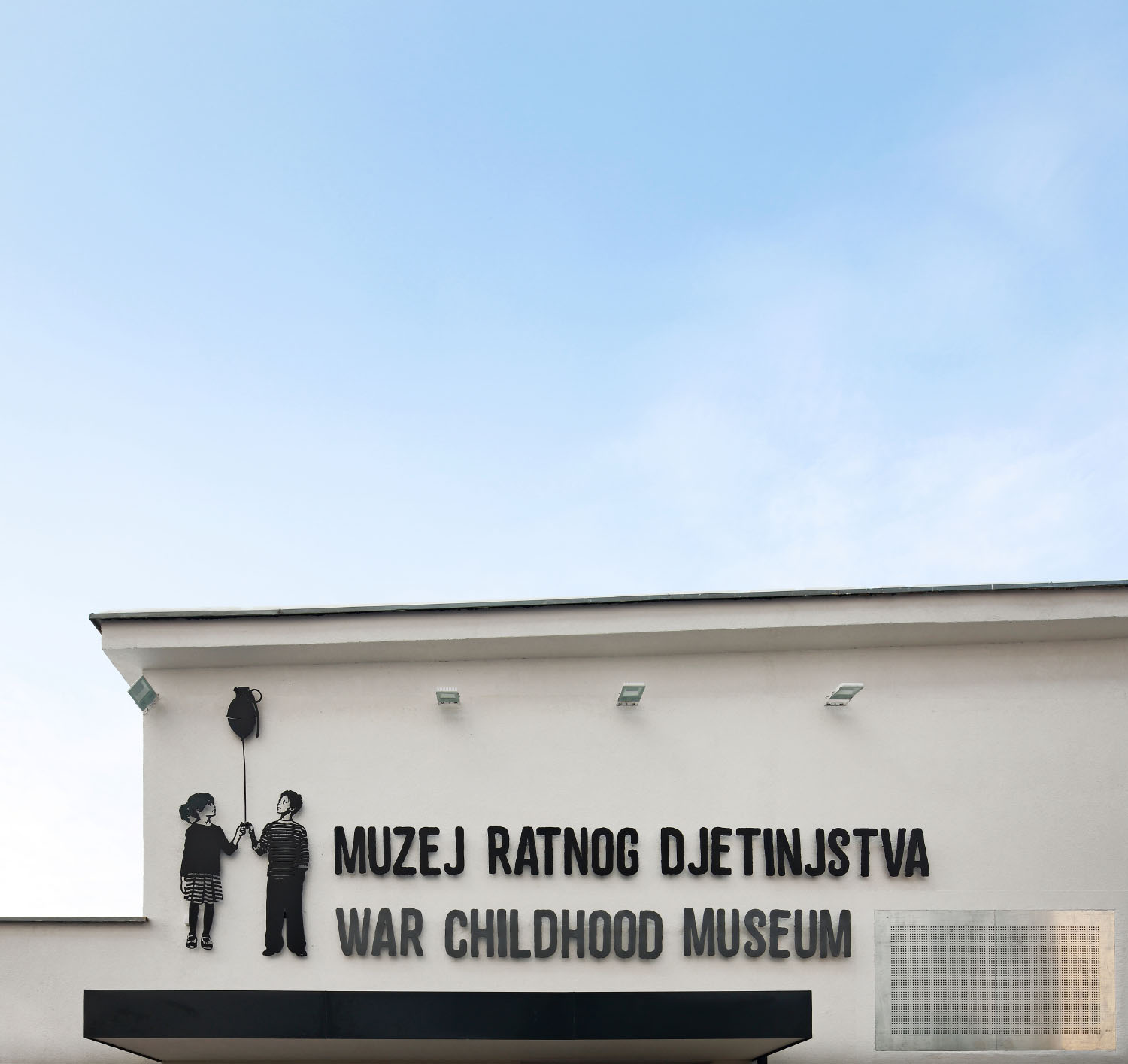
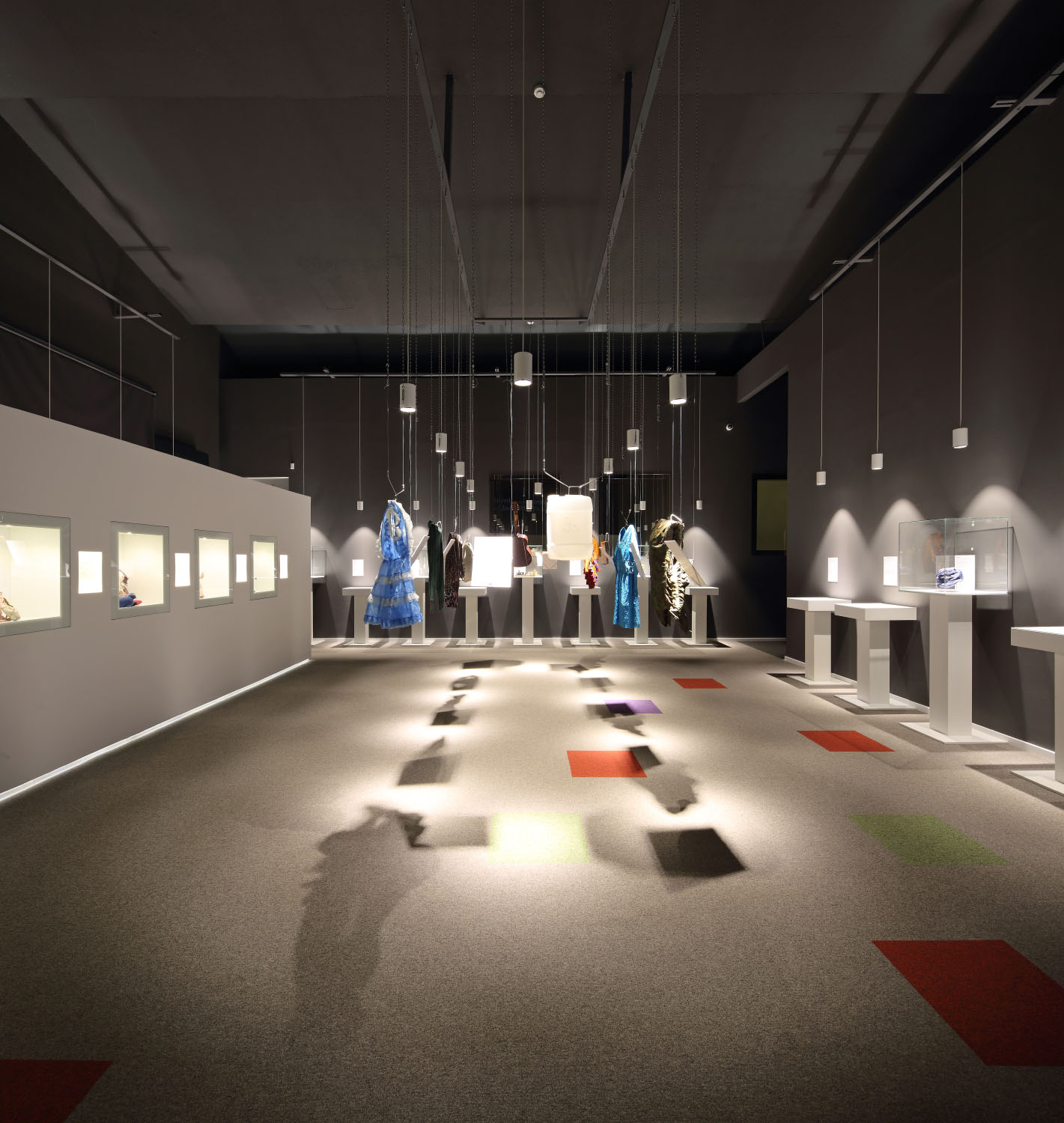
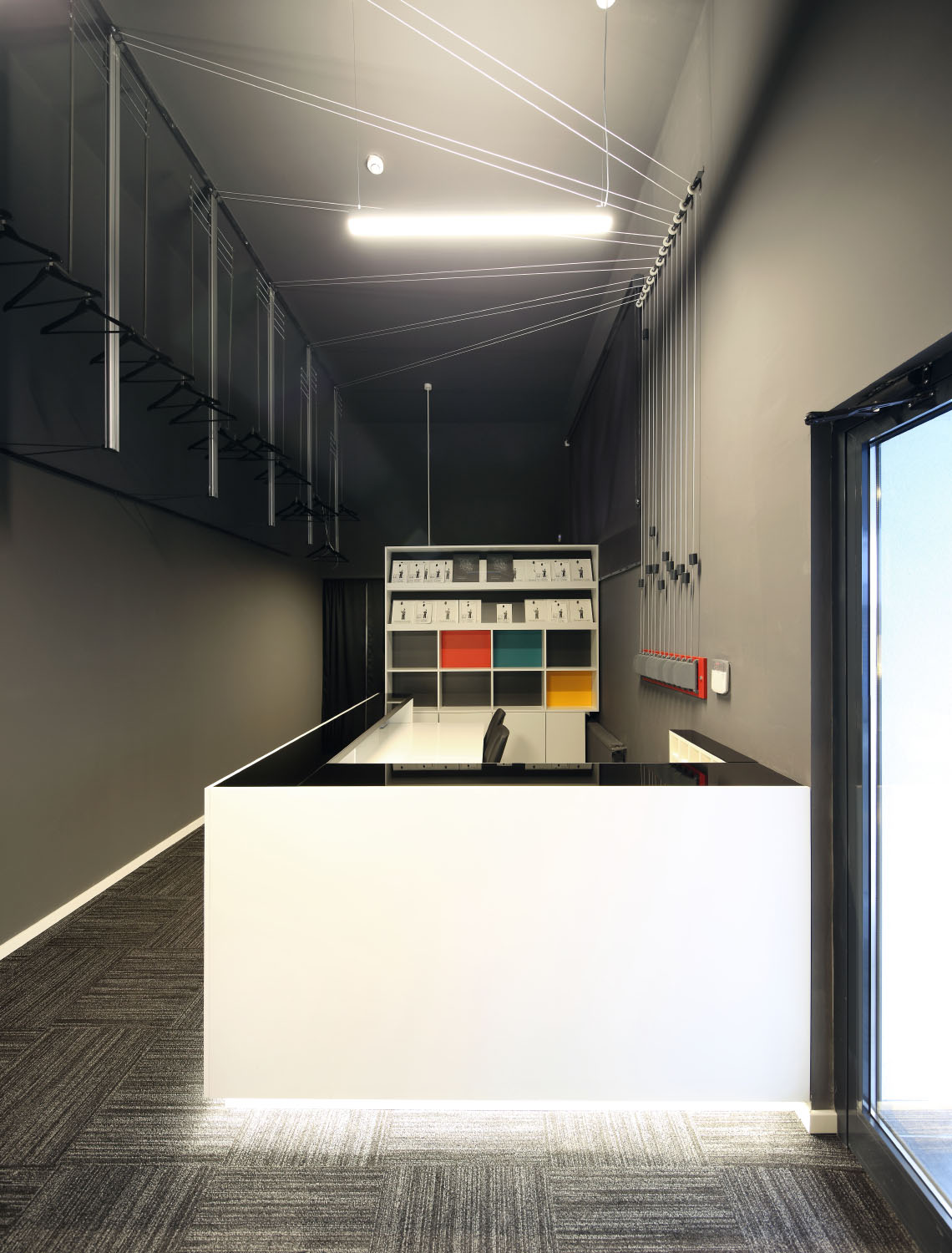

1977 Fundació Joan Miró  · 
1978 Bryggens Museum  · 
1979 Stadt- und Industriemuseum Rüsselsheim  · 
1980 Monaghan County Museum  · 
1981 Muziekmuseum  · 
1982 Ålands museum   · 
1983 Universalmuseum Joanneum   · 
1984 National Waterways Museum  / Scheepslift op het centrumkanaal  · 
1987 Neukölln Museum   · 
1988 Beiers Nationaal Museum  / Monasterio de las Descalzas Reales   · 
1989 Joods Historisch Museum  · 
1990 Museu da Água  · 
1991 Deutsche Salzmuseum  · 
1992 Museo della bonifica di Argenta  · 
1993 Archeologisch museum van Istanboel  / Kobarid Museum  · 
1994 Provinciaal museum van Lapland  · 
1995 Haus der Geschichte  · 
1996 MAK – Museum voor Toegepaste Kunst  · 
1997 Tropenmuseum  · 
1998 Museum van het Strelka Instituut  · 
1999 Museum voor Schone Kunsten  · 
2000 In Flanders Fields Museum  · 
2001 Theatermuseum  · 
2002 Buddenbrookhaus  · 
2003 Laténium  · 
2004 Gezondheidsmuseum in het complex van Bayezid II  · 
2005 Museum van Byzantijnse Cultuur  · 
2006 Churchill Museum and Cabinet War Rooms  · 
2007 Musée international de la Réforme  · 
2008 Svalbard Museum  · 
2009 Zeeuws Museum  · 
2010 Museu de Portimão  · 
2012 Rautenstrauch-Joest Museum   · 
2013 Museum of Liverpool  · 
2014 Baksı Müzesi  · 
2015 Musée des Civilisations de l'Europe et de la Méditerranée  · 
2016 European Solidarity Centre  · 
2017 Mémorial ACTe]  · 
2018 War Childhood Museum  · 
2019 Museum für Kommunikation  · 
2020 House of Leaves  · 
2021 Gulag History Museum  · 
2022 Nano Nagle Place  · 
2023 Arbejdermuseet  · 
2024 Muzeum Pamięci Sybiru 